# 乙酸亚锡
乙酸亚锡是锡(II)的乙酸盐，化学式为Sn(CH3COO)2，最早发现于1882年。

## 制备
将氧化亚锡溶于冰乙酸中回流，冷却时得到黄色的Sn(CH3COO)2·2CH3COOH。减压加热可除去乙酸，升华得到白色的Sn(CH3COO)2晶体。

## 性质
Sn(CH3COO)2·2CH3COOH在常压下加热发生歧化分解，有二氧化锡、氢气等产物生成。而无水Sn(CH3COO)2的分解得到的是蓝黑色的氧化亚锡。
无水Sn(CH3COO)2在水中分解，但是在碱金属或碱土金属乙酸盐中可以形成KSn(CH3COO2)3、Ba[Sn(CH3COO)3]2等配合物。